# Antonești (Cantemir)
Antoneşti è un comune della Moldavia situato nel distretto di Cantemir di 1.526 abitanti al censimento del 2004.

## Località
Il comune è formato dall'insieme delle seguenti località: (popolazione 2004)
- Antoneşti (1.042 abitanti)
- Leca (484 abitanti)